# Román Szocialista Köztársaság
A Román Szocialista Köztársaság (románul: Republica Socialistă România) államszocialista berendezkedésű pártállam volt 1947 és 1989 között. 1947-től 1965-ig Román Népköztársaság (románul: Republica Populară Romînă) volt az állam hivatalos neve. A hidegháború éveiben a keleti blokk államai közé tartozott, tagja volt a Varsói Szerződésnek és a KGST-nek.
Keletről a Fekete-tenger, északkeletről a Szovjetunió (Ukrán SZSZK és a Moldáv SZSZK), nyugatról Magyarország és Jugoszlávia, délről pedig Bulgária határolta. Fővárosa és legnépesebb városa Bukarest volt.
Ebben az időszakban diktatórikus kommunista rendszer irányította az országot, amely jelentős társadalmi, gazdasági és politikai átalakulásokat, valamint erős állami kontrollt vezetett be.

## Története

### Román Népköztársaság (1947–1965)
A második világháború után Románia szovjet megszállás alá került és a Szovjetunió támogatásával a Román Munkáspárt (később Román Kommunista Párt) átvette a hatalmat. A kommunisták gyorsan marginalizálták a korábbi politikai pártokat és a monarchiát eltávolítva, 1947. december 30-án kikiáltották a Román Népköztársaságot. I. Mihály király lemondatásával megszűnt a monarchia, Románia pedig szocialista állammá vált. Gheorghe Gheorghiu-Dej vezetésével a rezsim sztálinista típusú diktatúrát épített ki, amely a szovjet mintát követte. Ennek része volt az államosítás (minden nagyobb iparág és földtulajdon az állam kezébe került), a kollektivizálás (földeket állami tulajdonba vettek és közös gazdaságokat hoztak létre), valamint a politikai ellenfelek elnyomása és bebörtönzése. Az 1940-es és 1950-es években a kommunista rezsim brutálisan elfojtotta a politikai ellenállást. Sok korábbi politikai vezetőt, egyházi személyiséget és értelmiségit bebörtönöztek vagy kivégeztek. A hírhedt Securitate, az állambiztonsági szervezet, szigorú megfigyelést és elnyomást alkalmazott a lakosság ellen. A Román Népköztársaság hangsúlyozta az iparosítást, a mezőgazdaságból az iparra helyezve a gazdasági fókuszt. Ezzel próbálták Romániát modernizálni és nehézipari hatalommá fejleszteni, bár ez gyakran a mezőgazdaság rovására ment, és sok vidéki közösség elszegényedéséhez vezetett.

### Román Szocialista Köztársaság (1965–1989)

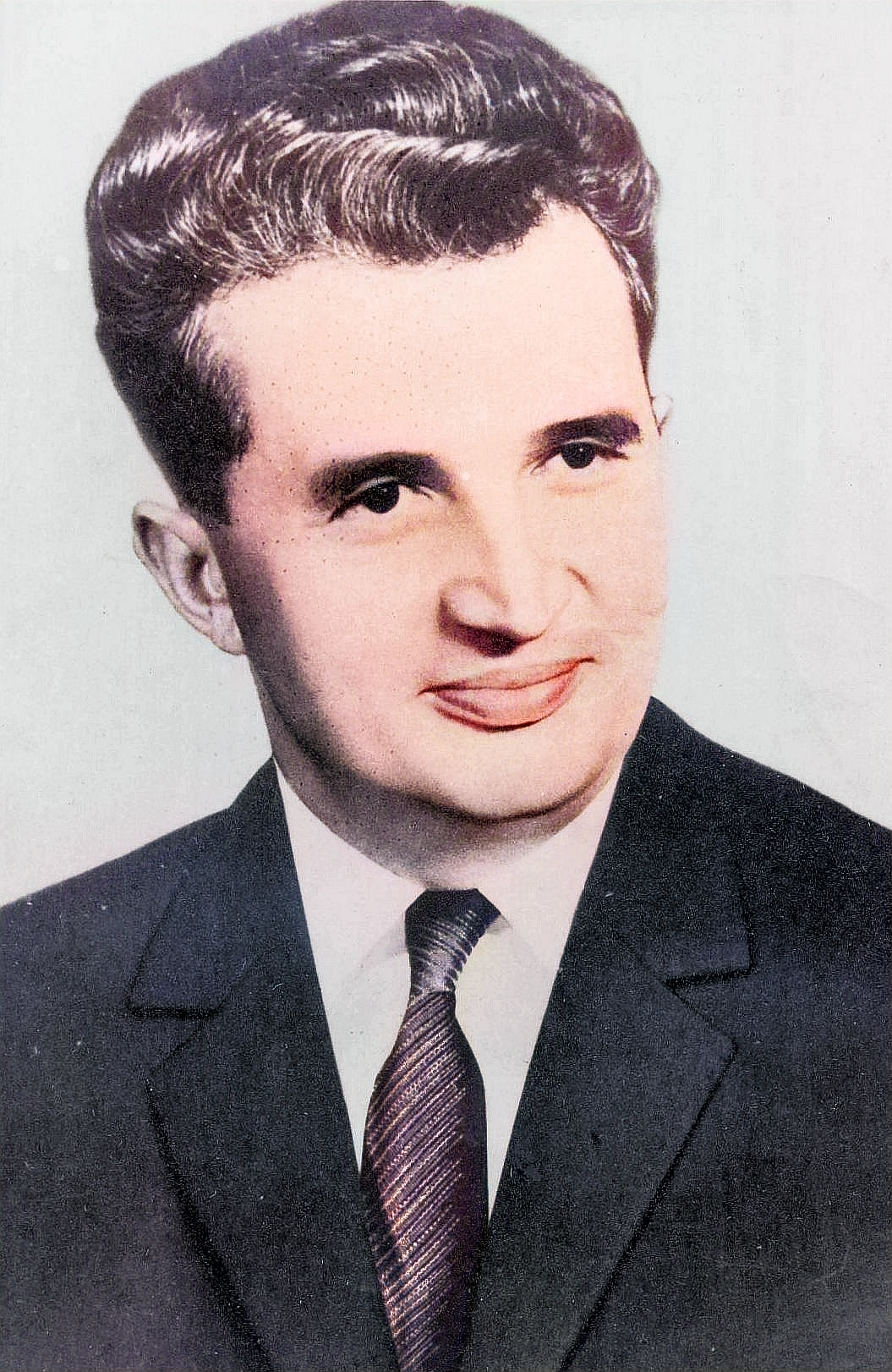
Nicolae Ceaușescu Románia teljhatalmú diktátora 1965 és 1989 között

1965-ben Gheorghiu-Dej halála után Nicolae Ceaușescu került a párt élére, és ezzel megkezdődött a Román Szocialista Köztársaság korszaka. Ceaușescu eleinte bizonyos reformokat ígért, és az 1960-as évek végén még népszerű is volt, mivel visszautasította a szovjet beavatkozást és több függetlenséget mutatott Moszkvától. Ceaușescu igyekezett egyedülálló politikát követni a keleti blokkban, szembefordulva a Szovjetunióval olyan kérdésekben, mint a prágai tavasz leverése 1968-ban. Románia többé-kevésbé önálló külpolitikát folytatott, és a nemzetközi színtéren függetlenebb ország képét próbálta mutatni. Ez növelte népszerűségét, és rövid ideig javította az ország megítélését Nyugaton is. Az 1970-es években azonban Ceaușescu egyre inkább totalitárius uralmat épített ki és 1974-ben Románia elnökévé választották. Személyi kultusza erősödött, magát és feleségét, Elena Ceaușescut, szinte isteni vezetőként ünnepeltette. Ezzel együtt a politikai elnyomás fokozódott, a Securitate befolyása tovább nőtt, és a rezsim minden társadalmi és gazdasági területet szigorú ellenőrzés alatt tartott, beleértve az oktatást, a kultúrát, a médiát és a tudományos életet is. A Securitate szinte mindenkit megfigyelt, jelentéseket készített, és terrorban tartotta a lakosságot. Besúgóhálózata révén még a közvetlen családi kapcsolatok is veszélyesek lettek, mivel bárkit feljelenthettek. A véleménynyilvánítás szabadsága teljesen megszűnt és az állam brutálisan lépett fel minden vélt vagy valós ellenséggel szemben. Ceaușescu ambiciózus gazdaságfejlesztési terveket vezetett be, köztük nagyszabású építkezéseket és iparosítást. Az 1980-as évektől azonban az ország hatalmas külső adósságot halmozott fel, mivel Ceaușescu igyekezett minden adósságot kifizetni, ami drámai megszorításokat eredményezett. Az életszínvonal romlott, az alapvető élelmiszerek és árucikkek hiánya állandósult, gyakoriak voltak az áramkimaradások, fűtési korlátozások és az emberek mindennapi élete kilátástalanná vált, miközben Ceaușescu és a családja fényűző életet élt. A kommunista párt a művészeteket és az oktatást szigorúan kontrollálta, és minden olyan tevékenységet elnyomott, amely szembement a hivatalos ideológiával. Az állami propaganda révén egy szűk, korlátozott információáramlás és valóságképet sugárzott a társadalomnak, miközben a Securitate szigorú megfigyelést tartott fenn. A nyolcvanas évek végén Ceausescu falurombolási programot hirdetett meg, amelynek célja a vidéki lakosság tömeges városiasítása és a „szocialista urbanizáció” volt. Több ezer hagyományos falu és történelmi városnegyedet romboltak le, hogy helyükre kommunista tömbházakat építsenek. Ez sok kulturális és történelmi érték elvesztéséhez vezetett, és a vidéki közösségek életmódját is szétszaggatta.

### 1989-es forradalom
A nyolcvanas évek végére a román nép egyre inkább elégedetlen volt a diktatúra okozta gazdasági nehézségek és a szigorú elnyomás miatt és a keleti blokkban zajló változások, valamint az általános elégedetlenség Romániában is forrongást okozott. 1989 decemberében a tüntetések és lázadások Temesváron kezdődtek, majd országszerte elterjedtek. December 22-én a katonai vezetés átállt a tüntetők oldalára, Ceaușescu pedig kénytelen volt elmenekülni, de elfogták, és december 25-én feleségével együtt kivégezték. Ezzel ért véget a Román Szocialista Köztársaság és a kommunista diktatúra.

### Következmények és örökség
A Ceaușescu-rendszer összeomlása után Románia hosszú átmeneti időszakot élt meg, mivel az ország nehezen heverte ki a gazdasági és társadalmi károkat. A Ceaușescu által hátrahagyott infrastruktúra és eladósodás hosszú évekre meghatározta Románia fejlődési lehetőségeit. A szocializmus öröksége máig megosztja a társadalmat, és a múlt feldolgozása még mindig kihívást jelent az ország számára.